# Lietuvos Lyga 1995-1996
L'edizione 1995-1996 della Lietuvos Lyga fu la sesta del massimo campionato lituano dal ritorno all'indipendenza; vide la vittoria finale del Inkaras-Grifas Kaunas, giunto al suo 2º titolo.
Capocannoniere del torneo fu Edgaras Jankauskas (Žalgiris Vilnius), con 25 reti.

## Formula
La formula cambiò radicalmente rispetto alla stagione passata: le squadre salirono da 12 a 15 con la retrocessa Interas e la fallita ROMAR Mažeikiai sostituite da Mastis Telšiai, Tauras Tauragė, Lokomotyvas Vilnius, Zalgiris-2 ed Alsa-Panerys Vilnius. Il campionato, inoltre, fu diviso in due fasi, analogamente a quanto avvenne nel 1992-'93: le 15 squadre si incontrarono nella prima fase in turni di sola andata, per un totale di 14 incontri per squadra. Le prime 8 disputarono la poule scudetto, le ultime 7 quella retrocessione.
In entrambi i gironi della seconda fase le squadre incontrarono le altre rivali in turni di andata e ritorno: ogni squadra della poule scudetto disputò così 28 incontri, mentre quelle della poule retrocessione ne disputarono 26. I punteggi della prima fase, però, non furono conservati, ma dimezzati, con arrotondamento per difetto (chi aveva 9 punti nella prima fase, partiva con 4 nella seconda). Per la prima volta furono assegnati tre punti alla vittoria e uno al pareggio.
L'ultima in classifica retrocesse. Inoltre, per la stagione successiva le prime 7 erano automaticamente qualificate al Girone A - campionato, mentre era previsto un turno di playoff tra l'ottava (l'ultima del Girone A) e la nona (la prima del Girone B) per il passaggio / permanenza al Girone A, con partite di andata e ritorno. Analogamente era previsto un doppio spareggio tra la quattordicesima (la penultima del Girone B) e la seconda dell II Lyga (all'epoca seconda serie lituana) per la permanenza nel Girone B, sempre con turni di andata e ritorno.

## Prima fase

### Classifica finale
| Pos. | Squadra             | Pt | G  | V  | N | P  | GF | GS | DR  |
| ---- | ------------------- | -- | -- | -- | - | -- | -- | -- | --- |
| 1.   | Žalgiris            | 40 | 14 | 13 | 1 | 0  | 63 | 7  | +56 |
| 2.   | Inkaras-Grifas      | 38 | 14 | 12 | 2 | 0  | 37 | 7  | +30 |
| 3.   | Kareda-Sakalas Š.   | 33 | 14 | 11 | 0 | 3  | 35 | 10 | +25 |
| 4.   | Aras Klaipėda       | 31 | 14 | 10 | 1 | 3  | 31 | 10 | +21 |
| 5.   | FBK Kaunas          | 28 | 14 | 9  | 1 | 4  | 33 | 15 | +18 |
| 6.   | Panerys Vilnius     | 24 | 14 | 8  | 0 | 6  | 28 | 16 | +12 |
| 7.   | Ekranas             | 20 | 14 | 6  | 2 | 6  | 29 | 25 | +4  |
| 8.   | Žalgiris-2          | 18 | 14 | 5  | 3 | 6  | 22 | 21 | +1  |
| 9.   | JR Klaipėda         | 16 | 14 | 5  | 1 | 8  | 12 | 25 | -13 |
| 10.  | Banga Gargždai      | 12 | 14 | 3  | 3 | 8  | 14 | 33 | -19 |
| 11.  | Lokomotyvas Vilnius | 12 | 14 | 3  | 3 | 8  | 13 | 25 | -12 |
| 12.  | Tauras              | 10 | 14 | 3  | 1 | 10 | 8  | 45 | -37 |
| 13.  | Mastis Telšiai      | 9  | 14 | 2  | 3 | 9  | 15 | 40 | -25 |
| 14.  | FK Ukmergė          | 9  | 14 | 2  | 3 | 9  | 7  | 34 | -27 |
| 15.  | JR Alsa Vilnius     | 3  | 14 | 1  | 0 | 13 | 4  | 38 | -34 |

### Verdetti
- Žalgiris Vilnius, Inkaras-Grifas, Kareda-Sakalas Šiauliai, Aras Klaipėda, FBK Kaunas, Panerys Vilnius, Ekranas, Žalgiris Vilnius 2
- JR Klaipėda, Gargždai, Lokomotyvas Vilnius, Tauras, Mastis Telšiai, Ukmergė e Alsa Vilnius al Girone B - retrocessione.

## Seconda fase

### Gruppo A - campionato
|                     | Pos. | Squadra           | Pt | G  | V  | N | P  | GF  | GS | DR  |
| ------------------- | ---- | ----------------- | -- | -- | -- | - | -- | --- | -- | --- |
| Lituania (bandiera) | 1.   | Inkaras-Grifas    | 56 | 28 | 24 | 3 | 1  | 67  | 9  | +58 |
|                     | 2.   | Kareda-Sakalas Š. | 52 | 28 | 22 | 2 | 4  | 67  | 17 | +50 |
|                     | 3.   | Žalgiris          | 50 | 28 | 22 | 4 | 2  | 106 | 22 | +84 |
|                     | 4.   | FBK Kaunas        | 31 | 28 | 14 | 3 | 11 | 48  | 35 | +13 |
|                     | 5.   | Panerys Vilnius   | 29 | 28 | 13 | 2 | 13 | 40  | 47 | -7  |
|                     | 6.   | Atlantas          | 25 | 28 | 12 | 4 | 12 | 42  | 34 | +8  |
|                     | 7.   | Ekranas           | 19 | 28 | 7  | 8 | 13 | 39  | 46 | -7  |
|                     | 8.   | Žalgiris-2        | 12 | 28 | 5  | 6 | 17 | 28  | 60 | -32 |

### Gruppo B - retrocessione
|  | Pos. | Squadra              | Pt | G  | V  | N | P  | GF | GS | DR  |
|  | ---- | -------------------- | -- | -- | -- | - | -- | -- | -- | --- |
|  | 9.   | Banga Gargždai       | 32 | 26 | 11 | 5 | 10 | 31 | 44 | -13 |
|  | 10.  | Lokomotyvas Vilnius  | 30 | 26 | 11 | 3 | 12 | 36 | 35 | +1  |
|  | 11.  | Tauras               | 26 | 26 | 8  | 7 | 11 | 17 | 48 | -31 |
|  | 12.  | FK Ukmergė           | 22 | 26 | 7  | 5 | 14 | 25 | 49 | -24 |
|  | 13.  | Mastis Telšiai       | 16 | 26 | 4  | 8 | 14 | 28 | 54 | -26 |
|  | 14.  | Alsa-Panerys Vilnius | 14 | 26 | 3  | 6 | 17 | 13 | 48 | -35 |
|  | 15.  | JR Klaipėda          | 11 | 26 | 5  | 4 | 17 | 15 | 54 | -39 |

### Spareggi
| Squadra 1      | Totale          | Squadra 2    | Andata | Ritorno |
| -------------- | --------------- | ------------ | ------ | ------- |
| Banga Gargždai | 2 - 3           | Žalgiris-2   | 1 - 1  | 1 - 2   |
| Nevėžis        | 1 - 1 (1-4 dcr) | Alsa Vilnius | 0 - 1  | 1 - 0   |

### Verdetti
- Inkaras-Grifas Kaunas Campione di Lituania 1995-96.
- Inkaras-Grifas, Kareda-Sakalas Šiauliai, Žalgiris Vilnius, FBK Kaunas, Panerys Vilnius, Atlantas, Ekranas e Žalgiris Vilnius 2 qualificati al Girone A 1996-1997.
- Banga Gargždai, Lokomotyvas Vilnius, Tauras, Ukmergė, Mastis Telšiai Panerys Vilnius 2 (Alsa) qualificati al Girone B 1996-1997.
- JR Klaipėda retrocesso in II lyga.